# Strmica
Strmica (in italiano Stermizza) è un piccolo villaggio facente parte del comune croato di Tenin. Si trova a nord di Tenin, appena a sud del confine di stato con la Bosnia ed Erzegovina. In base al censimento croato del 2001 aveva una popolazione di 268 abitanti.
Entrò a far parte dei domini veneziani nel 1721, come parte dell'Acquisto Nuovissimo, a seguito della Pace di Passarowitz del 21 luglio 1718.

## Idrografia
Il fiume Butižnica scorre attraverso Strmica, così come i suoi affluenti, i torrenti Mračaj e Bošnjančica (Bošnjakuša).

## Architettura religiosa
- Chiesa ortodossa di s. Giovanni Battista del XVI secolo.[4]
- Chiesa Ortodossa della Natività della Beata Vergine nel 1889 (completata nel 1913)[4]